# Horváth Ferenc (közgazdász)
Horváth Ferenc (Zalaegerszeg, 1942. október 22. – Budapest, 2003. január 18.) magyar közgazdász, politikus, 1989 és 1990 között a Németh-kormány ipari minisztere.

## Élete
1965-ben szerzett közgazdász diplomát a Marx Károly Közgazdaságtudományi Egyetemen, majd az MKKE Népgazdaság Tervezése Tanszékének tanársegéde lett. Közgazdászként a beruházások tervezésével, a beruházási rendszer problémáival foglalkozott, egy népgazdasági tervezésről szóló tankönyv társszerzője volt.
1964-től volt a Magyar Szocialista Munkáspárt tagja, 1970-ben az MSZMP KB Gazdaságpolitikai Osztály munkatársa, 1978-ban alosztályvezetője, 1980-ban pedig osztályvezető-helyettese lett. 1984 szeptemberében az Ipari Minisztérium államtitkárává nevezték ki. 1989. május 10-én a Németh-kormány ipari minisztere lett, a tárcát 1990. május 23-ig, az Antall-kormány megalakulásáig vezette. A rendszerváltást követően már nem vállalt politikai szerepet.
A Prudential Bache Capital Funding tanácsadójaként helyezkedett el, majd 1992-ben a Videoton Holding Rt. gazdasági vezérigazgató-helyettese lett. 1994 és 1996 között a Magyar Hitel Bank Rt. vezérigazgató-helyettese, majd 1997-ig igazgatósági tagja volt. Közben 1995-től 1997-ig a Risk Kft. ügyvezető igazgatójaként dolgozott. 1997 és 1999 között az ABN-Amro Bank Rt. vezérigazgató-helyettese, majd 2001-ig tanácsadója volt. Hosszan tartó betegséget követően hunyt el 2003-ban, 60 évesen.